# Majella
Majella eller Maiella er et bjergmassiv in the de Centrale Appenniner, i den italienske region Abruzzo.

## Geografi
Bjerget ligger i grænseområdet mellem provinserne Chieti, Pescara og L'Aquila.
Den højeste top er Monte Amaro på 2.793 moh., som er den næsthøjeste top i Appenninerne. Nationalparken Nationalpark Majella er oprettet omkring bjergmassivet.
Maiella er dannet af et kompakt kalkstensmassiv som de høje toppe ligger på: Monte Amaro 2.793 m, Monte Acquaviva 2.737 m, Monte Focalone 2.676 m, Monte Rotondo 2.656 m, Monte Macellaro 2.646 m, Pesco Falcone 2.546 m, Cima delle Murelle 2.598 m. En yderligere top er Blockhaus (2.145 moh.), som nogle gange bruges etapeafslutning i cykelløbet Giro d'Italia.
Der er store plateauer i op til 2.500 meters højde. Skråningerne er karakteriseret af stejle dale og kløfter, skåret ud af floder som Orfento, Foro m.fl.
I området omkring ligger bjergene Monte Morrone, Monte Porrara og Monti Pizzi. I Maiella ligger et frossent vandfald, kendt som Il Principiante i 1.600 meters højde og med en højde på 25 meter.

## Forskning
Området Montagna della Maiella var fra 1998 til 2005 i fokus for international geovidenskabelige undersøgelser under projektet TaskForceMajella (en).

## Cykling
Maiella, og især Blockhaus, er et populært terræn for amatørcykelryttere, men har også været brugt på etaper af Giro d'Italia. Første gang var i 1967, da Eddy Merckx vandt etapen. Da Merckx senere etablerede en cykelfabrik, opkaldte han sine sycler efter Blockhaus. Senere Blockhausetaper blev vundet af Franco Bitossi (1968), José Manuel Fuente (1972), Moreno Argentin (1984), Ivan Basso (2006), og Franco Pellizotti (2009, efterfølgende diskvalificeret). Seneste Blockhausetape på Giro d'Italia var 14. maj, 2017, da etapen blev vundet af den Colombianske rytter Nairo Quintana.